# Faqir Mohammed
Faqir Mohammed (tiếng Pasto/Urdu: فقیر محمد) (sinh khoảng 1970 tại Chopatra, ở Đại lý Bajaur, Pakistan) là một thành viên của bộ tộc Mohmand và chỉ huy phó thành phần Taliban tại Pakistan, lực lượng Tehrik-i-Taliban Pakistan, tức Phong trào Taliban Pakistan. TTP là một tập hợp của 13 nhóm, trong đó chỉ riêng lực lượng do Mehsud chỉ huy đã có khoảng từ 10.000 đến 20.000 người.
Ngày 20 tháng 8 năm 2009, Faqir nói tạm thời nhận lãnh quyền chỉ huy, một hành động nhiều phần sẽ gây thêm chia rẽ trong các phe phái thuộc tổ chức này sau khi có tin là người lãnh đạo, Baitullah Mehsud, đã thiệt mạng trong một cuộc tấn công của hỏa tiễn Hoa Kỳ. Mehsud đã bị giết cùng với vợ và một số cận vệ trong một cuộc tấn công bằng hỏa tiễn bắn đi từ phi cơ không người lái của Cơ quan Tình báo Trung ương Hoa Kỳ ngày 5 tháng 8 năm 2009 tại cứ địa của ông ta trong vùng Nam Waziristan, sát biên giới Afghanistan. Faqir cũng bác bỏ tin cho rằng Mehsud bị giết, và cũng giống như các cấp chỉ huy Taliban khác, nói rằng ông ta đang đau yếu và cần phải tĩnh dưỡng.
"Vì tình trạng sức khỏe của nhà lãnh đạo, tôi nay tạm nắm quyền chỉ huy," chương trình tiếng Urdu của đài BBC trích thuật lời phát biểu như trên của Faqir. Thành phần Taliban tại Pakistan có vẻ trong tình trạng hỗn loạn sau cái chết của Mehsud, với việc có giao tranh giữa các phe nhóm muốn nắm quyền. Bộ trưởng Nội vụ Pakistan, Rehman Malik, không coi việc Faqir lên nắm quyền chỉ huy TTP là quan trọng và nói rằng trước sau tất cả cấp chỉ huy phiến quân sẽ bị bắt. Các phân tích gia cho rằng sự kiện Taliban không chịu xác nhận Mehsud đã chết có thể là một chiến thuật nhằm tránh tình trạng bất ổn nội bộ cho đến khi vấn đề lãnh đạo được giải quyết xong. Nhưng sự kiện Faqir Mohammed lên tiếng nhận quyền chỉ huy cho thấy sự chia rẽ trong hàng ngũ Taliban hiện trầm trọng hơn. Một phụ tá khác của Mehsud, Wali-ur-Rehman, trước đó nói mình đang có trách nhiệm điều hành TTP cùng với một cấp chỉ huy khác ở vùng Waziristan vì Mehsud đang đau ốm. Mohammad nói rằng Rehman hay bất cứ ai cũng không thể được nắm quyền nếu không có sự chấp thuận của hội đồng lãnh đạo gồm 42 người.
Hai ngày sau, Faqir Mohammed rút lại tuyên bố của mình về việc lãnh đạo tạm thời và nói Hakimullah Mehsud đã được chọn làm chỉ huy của TTP.